# Sussargues

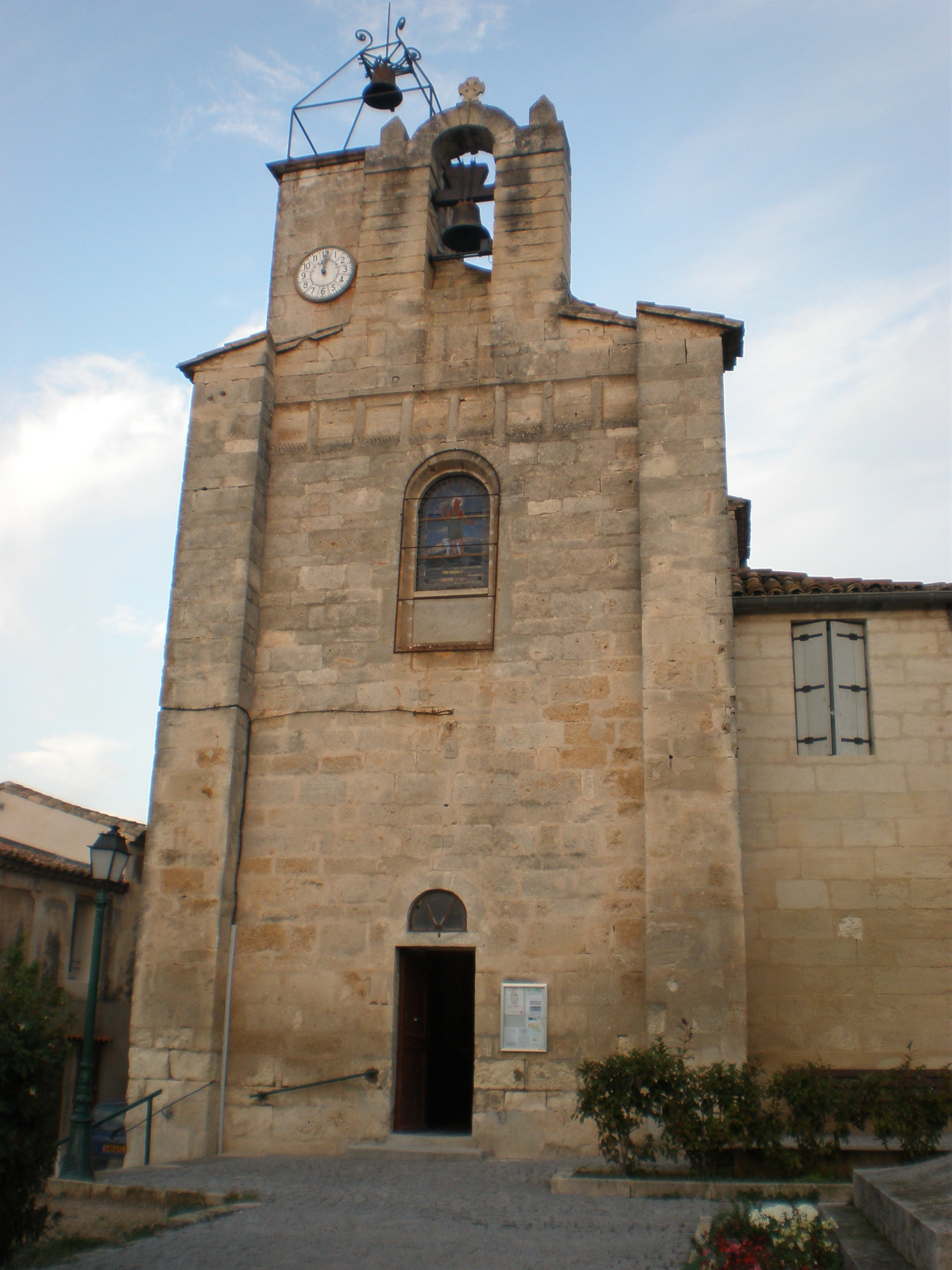
Kościół w Sussargues, 2010

Sussargues – miejscowość i gmina we Francji, w regionie Oksytania, w departamencie Hérault.
Według danych na rok 1990 gminę zamieszkiwało 1718 osób, a gęstość zaludnienia wynosiła 265 osób/km² (wśród 1545 gmin Langwedocji-Roussillon Sussargues plasuje się na 219. miejscu pod względem liczby ludności, natomiast pod względem powierzchni na miejscu 935.).

## Populacja

Populacja Sussargues w latach 1962-2008